# Frederik Rask
Frederik Rask (Næstved, 1995) es un deportista danés que compite en vela en la clase 49er. Ganó una medalla de bronce en el Campeonato Mundial de 49er de 2021.

## Palmarés internacional
| \| Campeonato Mundial \| Campeonato Mundial \| Campeonato Mundial \| Campeonato Mundial \| \| Año \| Lugar \| Medalla \| Clase \| \| ------------------ \| ------------------ \| ------------------ \| ------------------ \| \| 2021 \| Al Musanah (Omán) \| Medalla de bronce \| 49er \| |                   |                   |       |
| Campeonato Mundial |                   |                   |       |
| Año | Lugar             | Medalla           | Clase |
| 2021 | Al Musanah (Omán) | Medalla de bronce | 49er  |